# هارتنفلس
هارتنفلس (به آلمانی: Hartenfels) یک شهر در آلمان است که در وستروالدکرایس واقع شده‌است.